# جزفتن العليا (اسماعيلي كرمان)
جزفتن العلیا (بالفارسية: جزفتن علیا) هي قرية تقع في إيران في منطقة إسماعيلي. يقدر عدد سكانها بـ 802 نسمة بحسب إحصاء 2016.